# Medeltidsveckan
Medeltidsveckan (Middelalderugen) er en årlig afholdt festival, der er blevet afholdt i Visby på Gotland siden 1984. Festivalens tema er middelalder, og i 2014 besøgte over 40.000 personer festivalen.
Under festivalen afholds middelaldermarked, ridderturnering, armbrøstkonkurrence og lignende. Deltagerne er iført historiske dragter. I 2007 omsatte Medeltidsveckan for 125 millioner SEK.

## Historie
Medeltidsveckan blev afholdt første gang i 1984, hvor den blev arrangeret af Svenska Kyrkans Studieförbund. Det startede som et kulturprojekt, Medeltidsmänniskans liv och tro, og blandt initiativtagerne var Wiveka Schwartz, Kurt Genrup, Marita Jonsson, Synnöve Gahrén og Mikael Neuman. Året inden havde Schwartz været med til at arrangere Franciskanerdagarna i anledning af 750-året for, at Franciskanerordenen var kommet til Visby. Dette opmuntrede hende til at søge midler til flere middelalderaktiviteter det følgende år. I november 1983 sendte hun en ansøgning og blev bevilget 30.000 kr. til projektet. Man fastlagde arrangementet til uge 32 i 1984.
Senere blev arrangementet overtaget af Gotlands Bildningsförbund, og i 1991 overtog Stiftelsen Medeltidsveckan på Gotland. I 2007 blev selskabet Medeltidsveckan på Gotland AB etableret for at drive Medeltidsveckan.
De første år foregik det kun i weekenden, særligt om søndagen, men arrangementet er siden blevet udvidet til at omfatte en hel uge.

## Priser og udmærkelser
- 1986 fik Schwartz og Tovan Obrador et kulturstipendium på 3.000 kr. fra Visby Lions Club for "deres energiske og afgørende arbejde med medeltidsveckan".[3]
- 1996 fik Medeltidsveckan Stora Turismpriset på 100.000 kroner.[4]
- 2011 fik Medeltidsveckan kulturpris fra Union of the Baltic Cities.[5]
- 2015 blev Medeltidsveckan udset til Årets turistmål.[6]

## Tilbagevendende begivenheder
Mange af de tilbagevendende begivenheder er blevet startet af forskellige deltagere under begivenheden og uden arrangørerne indblanding.
Man har også reenactet Slaget ved Mästerby og slaget ved Visby, der begge foregik i 1361.

### Valdemar Atterdag
Valdemar Atterdag har en stor rolle under Medeltidsveckan. Valdemars indtog i Visby og Brandskatning i 1361 bliver hvert år dramatiseret og spillet flere gange i en form for reenactment..

### Marked
Markedet har eksisteret fra starten og begynder ved Strandgatan. I 2002 var markedet vokset for stort, idet man fyldte hele Strandgatan og Almedalen. Året efter blev markedet flyttet til turneringsarenaen omkring Strandgärdet. I 2004 blev markedet afholdt i området nord for Visby botaniska trädgård og fra dette år blev markedet afholdt alle ugens dage På markedet forhandles der forskellige tidstypiske genstande i form af læderarbejde, smedearbejde, keramik, tøj, ekstil og meget mere.

### Ridderturering
I 1988 blev den første ridderturnering ved Strandgärdet nord for Visby ringmur afholdt. De medvirkende riddere komme fra gruppen Torneamentum, bueskytterne komme fra Vildkaninerna og kæmpere fra Styringheim. I 1993 udviklede turneringen sig yderligere, og der blev gennemført tre spil i juli måned, og tre under Medeltidsveckan. Dette år blev der også udført en turnering uden for Visby, nemlig i Grötlingbo.

### Øvrige begivenheder
Blandt de mange optrædende og grupper, der enten har optrådt eller fortsat optræder på ugen er
Jan Winter, Jauvet, Loke, Koenix, Rävspel och Kråksång (siden 2005) og Sorkar & Strängar (1992-1994).
Musicalen Jungfrusägnen af Josefin Alfredson Agnestig blev opført i 2012 i Sankt Katarina kirkeruin..

## Dokumentarfilm
Fra 2010 — 2013 indspillede man dokumentarfilmen Sju dagar om året med Björn Tjärnberg som instruktør, som omhandler Medeltidsveckan. I 2014 havde den præmiere og blev sendt op SVT. Holdet bag modtog Studieförbundet Vuxenskolans kulturpris samme år.

## I populærkultur
- Romanen Silverkronan
- Børnebogen Riddarnas kamp
- Först när givaren är död

## Galleri
- Nogle af de tidligere "borgmestre" og "borgmesterhustruer" under Medeltidsveckans anden søndag, 2005.
- Indmarch ved Söderport, 2005.
- Scenen vid Forum Vulgaris.
- Gøglere.